# Bordão
Bordão é uma expressão comumente repetida por alguém, ou algo, sempre em uma determinada situação. É uma palavra ou locução esvaziada de sentido e sem função morfossintáctica, que se usa ou repete no discurso, geralmente de forma inconsciente ou automática, por vezes como forma de apoio em momentos de hesitação, esquecimento ou reformulação do pensamento. Na música, bordão refere-se a determinado tema musical, marcado por notas graves, recorrente em determinada melodia; ou também ao drono ou pedal, acompanhamento monofônico de uma nota ou acorde tocado continuamente em uma peça, podendo se chamar também bordão à parte do instrumento musical que o produz.
O termo também pode se referir as cordas vibrantes da sanfona que emitem continuamente a mesma nota ou o apoia ombral utilizado pelos gaiteiros, também conhecido por ronco.

## Bordões
O bordão é utilizado para facilitar a identificação de diversos artistas ou personagens. Veja a seguir alguns bordões populares.
- “Partiu Aglomerar?!” — Ygona Moura
- “Quem quer dinheiro?!” — Silvio Santos
- “Ô Loco, meu!” — Faustão
- “Loucura, loucura, loucura” — Luciano Huck
- “Gracinha!” — Hebe Camargo
- “Corta pra Mim!” — Marcelo Rezende
- “Vamos aplaudir” — Raul Gil
- “Beijo do gordo!” — Jô Soares
- “E o salário, ó…” — Chico Anysio
- “Ô da Poltrona” — Renato Aragão
- “Quem não tem dinheiro, conta história.” — Paulinho Gogó
- “Meu nome é Enéas!” — Enéas Carneiro
- “Ai, como tô bandida” — Valéria Vasques
- “Tô certo, ou tô errado?” — Sinhozinho Malta
- “Foi sem querer querendo” — Chaves
- “O que que há, Velhinho?” — Pernalonga
- “E esta, hein?” — Fernando Pessa
- "Ai, que tuuudo!" — Nicole Bahls
- "Eu na Vida..." — Ana Paula Minerato
- "Isto é uma vergonha" — Boris Casoy